# Лисов, Николай Иванович
Николай Иванович Лисов — советский хозяйственный и политический деятель.

## Биография
Родился в 1948 году в селе Шарапово. Член КПСС.
В 1975—2005 гг. — председатель колхоза «Красная звезда» Шатковского района Горьковской области, генеральный директор ООО СХП «Красная звезда» в селе Паново Шатковского района Нижегородской области
Избирался народным депутатом СССР (1989—1991). Делегат XXVII съезда КПСС.
Заслуженный работник сельского хозяйства Российской Федерации (1994).
Почетный гражданин Шатковского района (2007).
Живёт в Шатковском районе Нижегородской области.

## Награды
- Орден Октябрьской Революции
- Орден Знак Почёта